# Michael Naumann (Journalist)
Michael Naumann (* 1977 in Burgstädt) ist ein deutscher Fernsehjournalist, -redakteur und Kommunikationsmanager. Seit August 2023 leitet er die Hauptabteilung Kommunikation des Mitteldeutschen Rundfunks (MDR).

## Werdegang
Michael Naumann studierte von 1997 bis 2005 an der Universität Leipzig und der Ohio University, Scripps School of Journalism (USA). Er schloss sein Studium als Diplom-Journalist ab und ist seit 2004 beim Mitteldeutschen Rundfunk (MDR) tätig. Anfangs arbeitete Naumann als Reporter und Redakteur für die Fernsehsendungen ARD-aktuell, Brisant und MDR aktuell, 2011 stieg er zum Chef vom Dienst auf. Zeitgleich übernahm er Vertretungen im ARD-Auslandsstudio Südasien in Neu-Delhi.
Naumann war von 2014 bis 2018 in der MDR-Chefredaktion als Referent für übergeordnete Aufgaben und direktionsübergreifende Projekte zuständig. 2018 wechselte er in die MDR-Redaktion Wirtschaft und Ratgeber als stellvertretender Redaktionsleiter. Dort etablierte und leitete er eine crossmediale Planungseinheit für TV, Online, Mediathek und Social Media.
Seit April 2020 ist Naumann in der Hauptabteilung Kommunikation des MDR tätig und für die Pressearbeit verantwortlich, zunächst als Abteilungsleiter Presse und Information sowie stellvertretender Unternehmenssprecher. Im November 2022 wurde er zum Unternehmenssprecher ernannt. Im Februar 2023 übernahm Naumann kommissarisch die Leitung der Hauptabteilung Kommunikation, seit August 2023 übernimmt er dauerhaft die Leitung.